# Bernard de Pourtalès
Bernard de Pourtalès (Bellevue, 5 de junho de 1870 — Casablanca, 1 de julho de 1935) foi um velejador suíço, campeão olímpico. Ele participou dos Jogos Olímpicos de Verão de 1900 e conquistou a medalha de ouro na primeira corrida da classe 1 – 2 Ton e a medalha de prata na segunda corrida desta mesma classe a bordo do Lérina ao lado de seus tios Hermann de Pourtalès e Hélène de Pourtalès.